# لوئیس-ژول آندره
لوئیس-ژول آندره (انگلیسی: Louis-Jules André؛ ۲۴ ژوئن ۱۸۱۹ – ۳۰ ژانویهٔ ۱۸۹۰) معمار اهل فرانسه بود.

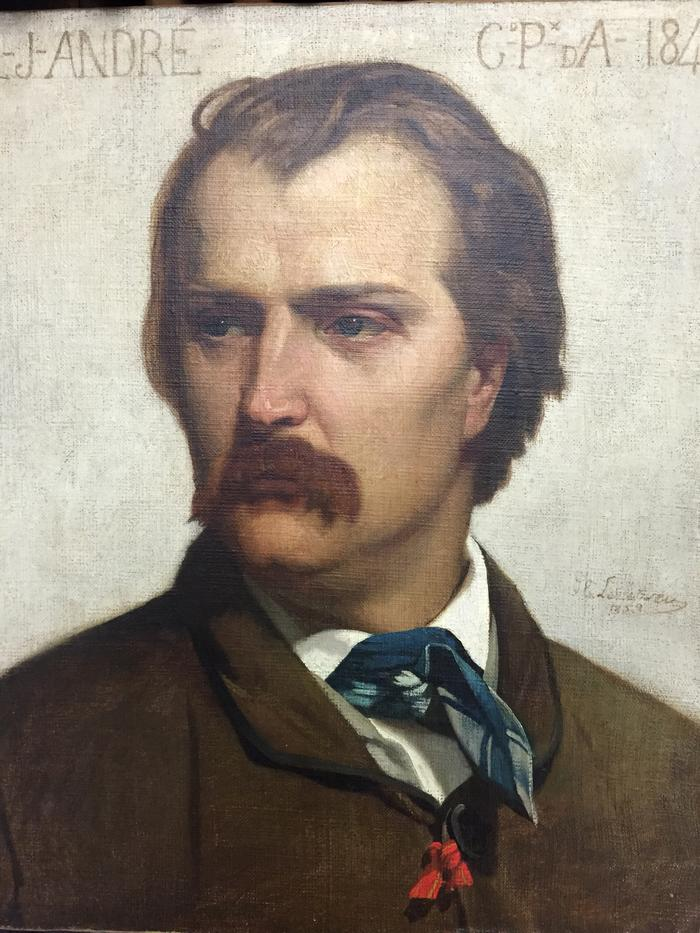
لوئیس ژول آندره

وی همچنین برندهٔ جوایزی همچون جایزه بزرگ رم شده‌است.